# Superprestige 2015-2016
Navigation
2014-2015 2016-2017
Le Superprestige 2015-2016 est la 34e édition du Superprestige, compétition qui se déroule entre le 4 octobre 2015 et le 13 février 2016 et composée de huit manches pour les élites hommes, élites femmes, espoirs et juniors ayant lieu en Belgique et aux Pays-Bas. Toutes les épreuves font partie du calendrier de la saison de cyclo-cross masculine et féminine 2015-2016.

## Barème
Les 15 premiers de chaque course marquent des points pour le classement général suivant le tableau suivant :
| Position           | 1er | 2e | 3e | 4e | 5e | 6e | 7e | 8e | 9e | 10e | 11e | 12e | 13e | 14e | 15e |
| Classement général | 15  | 14 | 13 | 12 | 11 | 10 | 9  | 8  | 7  | 6   | 5   | 4   | 3   | 2   | 1   |

## Hommes élites

### Résultats
| # | Date        | Lieu                                             | Vainqueur            | Deuxième          | Troisième         | Leader du classement général |
| - | ----------- | ------------------------------------------------ | -------------------- | ----------------- | ----------------- | ---------------------------- |
| 1 | 4 octobre   | Gieten (Cyclo-cross de Gieten)                   | Wout van Aert        | Lars van der Haar | Tim Merlier       | Wout van Aert                |
| 2 | 25 octobre  | Zonhoven (Cyclo-cross de Zonhoven)               | Wout van Aert        | Rob Peeters       | Kevin Pauwels     | Wout van Aert                |
| 3 | 8 novembre  | Ruddervoorde (Cyclo-cross de Ruddervoorde)       | Kevin Pauwels        | Wout van Aert     | Sven Nys          | Wout van Aert                |
| 4 | 15 novembre | Gavere (Cyclo-cross d'Asper-Gavere)              | Wout van Aert        | Sven Nys          | Kevin Pauwels     | Wout van Aert                |
| 5 | 13 décembre | Francorchamps (Grand Prix de la Région wallonne) | Wout van Aert        | Sven Nys          | Kevin Pauwels     | Wout van Aert                |
| 6 | 27 décembre | Diegem (Cyclo-cross de Diegem)                   | Mathieu van der Poel | Kevin Pauwels     | Lars van der Haar | Wout van Aert                |
| 7 | 7 février   | Hoogstraten (Vlaamse Aardbeiencross)             | Mathieu van der Poel | Wout van Aert     | Tom Meeusen       | Wout van Aert                |
| 8 | 13 février  | Middelkerke (Noordzeecross)                      | Mathieu van der Poel | Tom Meeusen       | Wout van Aert     | Wout van Aert                |

### Classement général
| Pos. | Coureur              | Équipe                        | GIE           | ZON           | RUD           | GAV           | SPA | DIE | HOO | MID | Points |
| ---- | -------------------- | ----------------------------- | ------------- | ------------- | ------------- | ------------- | --- | --- | --- | --- | ------ |
| 1    | Wout van Aert        | Vastgoedservice-Golden Palace | 1             | 1             | 2             | 1             | 1   | 10  | 2   | 3   | 107    |
| 2    | Sven Nys             | Crelan-AA Drink               | 4             | 4             | 3             | 2             | 2   | 6   | 4   | 4   | 99     |
| 3    | Lars van der Haar    | Giant-Alpecin                 | 2             | 5             | 6             | 4             | 8   | 3   | 7   | 6   | 87     |
| 4    | Kevin Pauwels        | Sunweb-Napoleon Games         | 7             | 3             | 1             | 3             | 3   | 2   | 11  | 14  | 84     |
| 5    | Klaas Vantornout     | Sunweb-Napoleon Games         | 5             | Abd           | 4             | 6             | 4   | 7   | 9   | 7   | 70     |
| 6    | Tom Meeusen          | Telenet-Fidea                 | 16            | 10            | 5             | 23            | 9   | 4   | 3   | 2   | 63     |
| 7    | Laurens Sweeck       | ERA Real Estate-Murprotec     | 11            | 6             | 9             | 5             | 11  | 5   | 5   | Abd | 60     |
| 8    | Mathieu van der Poel | BKCP-Corendon                 | Pas au départ | Pas au départ | Pas au départ | Pas au départ | 12  | 1   | 1   | 1   | 49     |
| 9    | Corné van Kessel     | Telenet-Fidea                 | 15            | Abd           | 7             | 11            | 5   | 8   | 19  | 8   | 42     |
| 10   | Tim Merlier          | Sunweb-Napoleon Games         | 3             | 19            | 10            | 8             | 10  | 12  | 13  | Abd | 40     |

## Femmes élites

### Résultats
| # | Date        | Lieu                                             | Vainqueur     | Deuxième           | Troisième          | Leader du classement général |
| - | ----------- | ------------------------------------------------ | ------------- | ------------------ | ------------------ | ---------------------------- |
| 1 | 4 octobre   | Gieten (Cyclo-cross de Gieten)                   | Sanne Cant    | Nikki Harris       | Jolien Verschueren | Sanne Cant                   |
| 2 | 25 octobre  | Zonhoven (Cyclo-cross de Zonhoven)               | Sanne Cant    | Nikki Harris       | Jolien Verschueren | Sanne Cant                   |
| 3 | 8 novembre  | Ruddervoorde (Cyclo-cross de Ruddervoorde)       | Sanne Cant    | Ellen Van Loy      | Jolien Verschueren | Sanne Cant                   |
| 4 | 15 novembre | Gavere (Cyclo-cross d'Asper-Gavere)              | Sanne Cant    | Jolien Verschueren | Nikki Harris       | Sanne Cant                   |
| 5 | 13 décembre | Francorchamps (Grand Prix de la Région wallonne) | Helen Wyman   | Nikki Harris       | Sanne van Paassen  | Jolien Verschueren           |
| 6 | 27 décembre | Diegem (Cyclo-cross de Diegem)                   | Ellen Van Loy | Sanne Cant         | Eva Lechner        | Sanne Cant                   |
| 7 | 7 février   | Hoogstraten (Vlaamse Aardbeiencross)             | Sanne Cant    | Sophie de Boer     | Nikki Harris       | Sanne Cant                   |
| 8 | 13 février  | Middelkerke (Noordzeecross)                      | Sanne Cant    | Sophie de Boer     | Nikki Harris       | Sanne Cant                   |

### Classement général
| Pos | Coureur                 | Points |
| --- | ----------------------- | ------ |
| 1   | Sanne Cant              | 90     |
| 2   | Nikki Harris            | 81     |
| 3   | Jolien Verschueren      | 77     |
| 4   | Ellen Van Loy           | 72     |
| 5   | Helen Wyman             | 69     |
| 6   | Sanne van Paassen       | 60     |
| 7   | Maud Kaptheijns         | 55     |
| 8   | Loes Sels               | 49     |
| 9   | Sophie de Boer          | 34     |
| 10  | Femke Van den Driessche | 33     |

## Hommes espoirs

### Résultats
| # | Date        | Lieu                                             | Vainqueur       | Deuxième        | Troisième        | Leader du classement général |
| - | ----------- | ------------------------------------------------ | --------------- | --------------- | ---------------- | ---------------------------- |
| 1 | 4 octobre   | Gieten (Cyclo-cross de Gieten)                   | Daan Hoeyberghs | Quinten Hermans | Eli Iserbyt      | Daan Hoeyberghs              |
| 2 | 25 octobre  | Zonhoven (Cyclo-cross de Zonhoven)               | Eli Iserbyt     | Quinten Hermans | Daan Hoeyberghs  | Daan Hoeyberghs              |
| 3 | 8 novembre  | Ruddervoorde (Cyclo-cross de Ruddervoorde)       | Eli Iserbyt     | Quinten Hermans | Gioele Bertolini | Eli Iserbyt                  |
| 4 | 15 novembre | Gavere (Cyclo-cross d'Asper-Gavere)              | Eli Iserbyt     | Quinten Hermans | Nicolas Cleppe   | Eli Iserbyt                  |
| 5 | 13 décembre | Francorchamps (Grand Prix de la Région wallonne) | Nicolas Cleppe  | Yannick Peeters | Quinten Hermans  | Eli Iserbyt                  |
| 6 | 27 décembre | Diegem (Cyclo-cross de Diegem)                   | Quinten Hermans | Daan Hoeyberghs | Martijn Budding  | Quinten Hermans              |
| 7 | 7 février   | Hoogstraten (Vlaamse Aardbeiencross)             | Eli Iserbyt     | Daan Soete      | Quinten Hermans  | Eli Iserbyt                  |
| 8 | 13 février  | Middelkerke (Noordzeecross)                      | Eli Iserbyt     | Quinten Hermans | Thijs Aerts      | Eli Iserbyt                  |

### Classement général
| Pos | Coureur            | Points |
| --- | ------------------ | ------ |
| 1   | Eli Iserbyt        | 100    |
| 2   | Quinten Hermans    | 98     |
| 3   | Daan Hoeyberghs    | 77     |
| 4   | Martijn Budding    | 71     |
| 5   | Nicolas Cleppe     | 70     |
| 6   | Thijs Aerts        | 67     |
| 7   | Joris Nieuwenhuis  | 60     |
| 8   | Yannick Peeters    | 47     |
| 9   | Daan Soete         | 37     |
| 10  | Gosse van der Meer | 33     |

## Hommes juniors

### Résultats
| # | Date        | Lieu                                             | Vainqueur      | Deuxième           | Troisième         | Leader du classement général |
| - | ----------- | ------------------------------------------------ | -------------- | ------------------ | ----------------- | ---------------------------- |
| 1 | 4 octobre   | Gieten (Cyclo-cross de Gieten)                   | Jens Dekker    | Jappe Jaspers      | Thijs Wolsink     | Jens Dekker                  |
| 2 | 25 octobre  | Zonhoven (Cyclo-cross de Zonhoven)               | Jens Dekker    | Jappe Jaspers      | Victor Vandebosch | Jens Dekker                  |
| 3 | 8 novembre  | Ruddervoorde (Cyclo-cross de Ruddervoorde)       | Jappe Jaspers  | Thijs Wolsink      | Seppe Rombouts    | Jappe Jaspers                |
| 4 | 15 novembre | Gavere (Cyclo-cross d'Asper-Gavere)              | Jens Dekker    | Jappe Jaspers      | Mitch Groot       | Jens Dekker                  |
| 5 | 13 décembre | Francorchamps (Grand Prix de la Région wallonne) | Seppe Rombouts | Jarne Driesen      | Thymen Arensman   | Jens Dekker                  |
| 6 | 27 décembre | Diegem (Cyclo-cross de Diegem)                   | Jappe Jaspers  | Jens Dekker        | Spencer Petrov    | Jens Dekker                  |
| 7 | 7 février   | Hoogstraten (Vlaamse Aardbeiencross)             | Jens Dekker    | Florian Vermeersch | Seppe Rombouts    | Jens Dekker                  |
| 8 | 13 février  | Middelkerke (Noordzeecross)                      | Jens Dekker    | Florian Vermeersch | Toon Vandebosch   | Jens Dekker                  |

### Classement général
| Pos | Coureur            | Points |
| --- | ------------------ | ------ |
| 1   | Jens Dekker        | 101    |
| 2   | Jappe Jaspers      | 93     |
| 3   | Seppe Rombouts     | 75     |
| 4   | Florian Vermeersch | 74     |
| 5   | Jarne Driesen      | 69     |
| 6   | Thijs Wolsink      | 50     |
| 7   | Mitch Groot        | 47     |
| 8   | Toon Vandebosch    | 46     |
| 9   | Thymen Arensman    | 40     |
| 10  | Victor Vandebosch  | 39     |